# Лебедевка (Великобурлукский район)
Лебедевка (укр. Лебедівка), село, 
Велико-Бурлукский поселковый совет,
Великобурлукский район,
Харьковская область.
Код КОАТУУ — 6321455113. Население по переписи 2001 г. составляет 111 (54/57 м/ж) человек.

## Географическое положение
Село Лебедевка находится на левом берегу реки Великий Бурлук, выше по течению примыкает село Плоское, на противоположном берегу реки находится село Голубовка, ниже по течению на расстоянии в 3 км  село Червоная Хвыля.
На реке построена плотина которая образует водохранилище (~300 га).

## История
- 1750 - дата основания.

## Экология
Через село проходит ЛЭП 110 кВ.